# Busjön, Bohuslän
Busjön är en sjö i Tanums kommun i Bohuslän och ingår i Enningdalsälvens huvudavrinningsområde. Sjön har en area på 0,296 kvadratkilometer och ligger 122 meter över havet. Sjön avvattnas av vattendraget Enningdalsälven (Nordaneälven).

## Delavrinningsområde
Busjön ingår i det delavrinningsområde (652146-126018) som SMHI kallar för Utloppet av Busjön. Medelhöjden är 147 meter över havet och ytan är 9,04 kvadratkilometer. Räknas de 18 avrinningsområdena uppströms in blir den ackumulerade arean 244,36 kvadratkilometer. Avrinningsområdets utflöde Enningdalsälven (Nordaneälven) mynnar i havet. Avrinningsområdet består mestadels av skog (75 procent). Avrinningsområdet har 0,43 kvadratkilometer vattenytor vilket ger det en sjöprocent på 4,8 procent.